# Thomas Cartwright
Pour les articles homonymes, voir Cartwright.
Thomas Cartwright est un théologien et universitaire anglais né en 1535 dans le Hertfordshire et mort le 27 décembre 1603.

## Biographie
Thomas Cartwright fait ses études au St John's College de Cambridge, où il adhère à la Réforme protestante. Cette position l'oblige à quitter l'université lors de l'accession au trône de la reine Marie Tudor, catholique. Il n'y revient que lors du règne d'Élisabeth Ire, reine protestante, en 1558.
À Trinity College, Cartwright prend part aux controverses religieuses du règne d'Élisabeth. Menacé, il fuit en Irlande et revient en Angleterre en 1569. Il est alors nommé professeur de théologie.
Il développe dans ses commentaires sur les deux premiers chapitres des Actes des Apôtres, des idées presbytériennes qui causent sa révocation de sa chaire en 1570. Il se réfugie alors à Genève où il rencontre Théodore de Bèze. Celui-ci ne fait que le conforter dans sa vision critique de l'Église élisabéthaine et en 1572, lorsqu'il revient en Angleterre, il se range aux côtés des puritains en soutenant leurs Admonitions to the Parliament. Dans A reply to the Answer, il définit le presbytérianisme comme la seule forme de gouvernement fidèle à l'Écriture.
L'archevêque de Cantorbéry, John Whitgift, réprime les puritains et Cartwright est arrêté en 1590. Il passe dix-huit mois en prison. Il est libéré en 1591 en signant une renonciation aux réunions religieuses clandestines. Signataire de la pétition millénaire adressée à Jacques Ier en 1604, il meurt la même année.
Il est considéré comme l'un des fondateurs de la tendance presbytérienne anglaise et l'un des chefs de file du puritanisme.